# Ley Federal de Alimentos, Medicamentos y Cosméticos de Estados Unidos
La Ley Federal de Alimentos, Medicamentos y Cosméticos de Estados Unidos (en inglés, The United States Federal Food, Drug, and Cosmetic Act, abreviada como FFDCA, FDCA o FD & C) es un conjunto de leyes aprobadas por el Congreso de los Estados Unidos en 1938, que dio autoridad a la Agencia de Medicamentos y Alimentación (Food and Drug Administration, FDA) para supervisar la seguridad de los alimentos, medicamentos y cosméticos. El autor principal de esta ley fue Royal S. Copeland, quien fue senador por el estado de Nueva York durante tres legislaturas. En 1968, se agregaron ciertas disposiciones sobre el control de la radiación de los productos electrónicos. También en ese año la FDA creó el Drug Efficacy Study Implementation —DESI— (Implementación del Estudio de la Eficacia de los Medicamentos) para incorporar a los reglamentos las recomendaciones de una investigación de la Academia Nacional de Ciencias de Estados Unidos acerca de la eficacia de los medicamentos que ya estaban disponibles en el mercado. La ley ha sido modificada muchas veces; la más reciente, para añadir requisitos sobre las preparaciones de bioterrorismo.
La creación de esta ley se vio influida por la muerte de más de 100 pacientes provocada por el denominado Elíxir sulfanilamida, un medicamento a base de sulfamida que era disuelto en dietilenglicol para presentarlo en forma líquida. Vino a subsituir la Ley de Pureza de Alimentos y Medicamentos de 1906.